# Щитник червононогий
Щитник червононогий (Pentatoma rufipes) — вид клопів з родини щитників (Pentatomidae). Поширений в більшій частині Європи. Мешкає в лісах, узліссях, садах і парках.

## Опис
Клоп завдовжки до 16 мм. Тіло зверху буре, металево блискуче, з чорними крапками, знизу рудувате. Вусики, ноги, частина щитка і передньоспинка помаранчеві. Край черевця чорний, з помаранчевими смугами.

## Спосіб життя
Багатоїдний клоп. Зазвичай, харчується соками рослин. Іноді завдає незначної шкоди садам, висмоктуючи плоди. Зрідка дорослі особини їдять яйця, личинки і лялечки комах або висмоктують мертвих членистоногих. Після спарювання самиця відкладає яйця на верхню сторону листа. На відміну від інших клопів, Pentatoma rufipes зимує на 2-й личинковій стадії під корою, у тріщинах кори або в моху, а не як повністю розвинена комаха. Подальший розвиток до імаго відбувається на листяних деревах.